# Thunderclouds
Thunderclouds é uma canção de LSD, um projeto colaborativo composto pelo músico inglês Labrinth, pela cantora australiana Sia e o DJ/produtor norte-americano Diplo. O seu lançamento ocorreu a 9 de agosto de 2018, através da Columbia Records, marcando o terceiro single do grupo após "Genius" e "Audio". 
O tema foi utilizado na campanha promocional de lançamento do Samsung Galaxy Note 9.

## Faixas e formatos
| Descarga digital |                                                               |         |  |
| N.º              | Título                                                        | Duração |  |
| 1.               | "Thunderclouds" (com a participação de Sia, Diplo e Labrinth) | 3:07    |  |

## Créditos
Todo o processo de elaboração da canção atribui os seguintes créditos pessoais:
- Sia Furler - vocais, letra, composição;
- Diplo – produção, programação, letra, composição;
- Labrinth – produção, engenharia, programação, vocais, letra, composição;
- King Henry – produção, engenharia, programação, letra, composição;
- Jr Blender – programação, preparação, letra, composição;
- Manny Marroquin – engenharia de mistura;
- Chris Galland – engenharia de mistura;
- Randy Merrill – engenharia de masterização;
- Bart Schoudel – engenharia;
- Robin Florent – assistência de engenharia;
- Scott Desmarais – assistência de engenharia;

## Desempenho comercial

### Posições nas tabelas musicais
| Tabela musical (2018)                 | Melhor posição |
| ------------------------------------- | -------------- |
| Alemanha - Single-Charts              | 56             |
| Austrália - ARIA Singles Chart        | 69             |
| Bélgica - Ultratip (Flandres)         | 1              |
| Bélgica - Ultratip (Valónia)          | 1              |
| Canadá - Canadian Hot 100             | 62             |
| Croácia - ARC Top 100                 | 10             |
| Escócia - Scottish Singles Chart      | 11             |
| Eslováquia - Singles Digitál Top 100  | 15             |
| Estados Unidos - Billboard Hot 100    | 67             |
| Estados Unidos - Billboard Pop Songs  | 25             |
| Hungria - Single Top 40               | 19             |
| Irlanda - Top 100 Singles             | 8              |
| Israel - Media Forest                 | 6              |
| Itália - FIMI                         | 40             |
| Letónia - Latvijas Top 40             | 13             |
| Líbano - The Official Lebanese Top 20 | 6              |
| Malásia - RIM                         | 9              |
| Nova Zelândia - NZ Top 40 Singles     | 38             |
| Portugal - AFP                        | 66             |
| Reino Unido - UK Singles Chart        | 17             |
| Chéquia - Singles Digitál Top 100     | 26             |
| Roménia - Top Airplay 100             | 11             |
| Sérvia - Top 50 Srbija                | 3              |
| Suécia - Sverigetopplistan            | 80             |
| Suíça - Schweizer Hitparade           | 47             |